# 납자루떼
"납자루떼"는 1986년에 개봉한 대한민국의 영화이며 개그맨 서세원의 영화감독 데뷔작으로 화제가 됐으나 이해하기 어려운 영화문법 등으로 공감을 얻지 못해 흥행에 실패했고 서세원은 그 이후 도마 안중근으로 두 번째 메가폰을 잡았지만  시나리오, 홍보 마케팅, 제작비 등에서 어려움을 겪으며 흥행에 실패했다.

## 캐스팅
- 서상영 : 서세팔 역
- 원준 : 깔눈 역
- 안도희 : 정희 역
- 고승철 : 인태 역
- 서정희 : 미애 역
- 최연수 : 할머니 역
- 문미봉 : 세팔 모 역
- 남성남 : 기사 역
- 정기영 : 폐차장 직원 역
- 김국현 : 건달 1 역
- 조정현 : 청년 1 역
- 김정열 : 청년 2 역
- 박해룡 : 건달 2 역
- 송현정
- 김기석